# Manuel Ríos Fernández
Manuel Ríos Fernández (Calzada de Calatrava, Ciudad Real, 17 de desembre de 1998) és un actor i cantant espanyol, conegut pel seu paper de Patrick Blanco a la sèrie de Netflix Élite.

## Biografia
Manu va néixer el 17 de desembre de 1998 a Calzada de Calatrava (Ciudad Real). Va començar la seva carrera en el món de l'entreteniment molt jove, amb tan sols 9 anys, quan va participar en un programa de telerealitat (reality show) de Castella-la Manxa. Amb aquesta edat també va començar a pujar versions de cançons famoses a la plataforma Youtube. Va estudiar ballet clàssic i dansa urbana, i va arribar a ser un dels membres de la banda infantil Parchís en el seu rellançament de l'any 2012. A més, ha participat en l'obra teatral musical Els Miserables, interpretant a Gavroche Thénardier.
En 2014 va debutar en la interpretació a la sèrie de televisió de Telecinco Chiringuito de Pepe, on va interpretar a Mauri Martínez, tot i que prèviament havia participat en els concursos musicals Tú si que vales i Cántame una canción. El 2021 s'incorpora com a personatge principal a la quarta temporada de la sèrie de Netflix Élite, on interpreta a Patrick Blanco Commerford.

## Filmografia
| Any         | Títol                           | Rol                       | Canal               | Notes       |
| ----------- | ------------------------------- | ------------------------- | ------------------- | ----------- |
| 2014        | Chiringuito de Pepe             | Mauricio Martínez         | Telecinco           | 6 episodis  |
| 2021 - 2022 | Élite                           | Patrick Blanco Commerford | Netflix             | 24 episodis |
| 2021        | Élite historias breves: Patrick | Patrick Blanco Commerford | Netflix             | 3 episodis  |
| 2022        | La edad de la ira               | Marcos                    | Atresplayer Premium | 4 episodis  |
| 2023        | El silencio                     | Eneko                     | Netflix             | 6 episodis  |